# Persone di nome Jessica/Attrici
| Questa pagina contiene informazioni ricavate automaticamente dalle voci biografiche con l'ausilio del template Bio e di un bot. L'aggiornamento è periodico e automatico e ricostruisce completamente la pagina. Se manca una persona in questa lista, sei pregato di non aggiungerla, ma accertati piuttosto che la sua voce biografica contenga il template Bio e che i dati anagrafici siano correttamente compilati. Se il template Bio manca, inseriscilo tu stesso o, in alternativa, metti l'avviso {{tmp\|Bio}} che ne segnala la mancanza. Se i dati riportati sono sbagliati, correggi direttamente la voce biografica; le modifiche saranno visibili in questa lista entro pochi giorni. Per chiarimenti vedi il progetto antroponimi. La lista contiene solo le 64 persone che sono citate nell'enciclopedia e per le quali è stato implementato correttamente il template Bio. Pagina aggiornata al 23 mag 2025. |

Questa è una lista di persone presenti nell'enciclopedia che hanno il nome Jessica e sono attrici.

## A(3)
- Jessica Alba, attrice e imprenditrice statunitense (Pomona, n. 1981)
- Jessica Alexander, attrice e modella britannica (Londra, n. 1999)
- Jessica Amlee, attrice canadese (Maple Ridge, n. 1994)

## B(8)
- Jessica Barden, attrice britannica (Northallerton, n. 1992)
- Jessica Barth, attrice e modella statunitense (Filadelfia, n. 1980)
- Jessica Biel, attrice statunitense (Ely, n. 1982)
- Jessica Boehrs, attrice e cantante tedesca (Magdeburgo, n. 1980)
- Jessica Boevers, attrice statunitense (Highland Park, n. 1972)
- Jessica Bowman, attrice statunitense (Walnut Creek, n. 1980)
- Jessica Brown Findlay, attrice britannica (Cookham, n. 1989)
- Jess Bush, attrice e ex modella australiana (Brisbane, n. 1991)

## C(10)
- Jessica Camacho, attrice statunitense (California, n. 1982)
- Jessica Campbell, attrice statunitense (Tulsa, n. 1982 - Portland, † 2020)
- Jessica Capshaw, attrice statunitense (Columbia, n. 1976)
- Jessica Carlson, attrice statunitense (New York, n. 1993)
- Jessica Cauffiel, attrice statunitense (Detroit, n. 1976)
- Jessie Cave, attrice britannica (Londra, n. 1987)
- Jessica Chaffin, attrice statunitense (Newton, n. 1982)
- Jessica Chastain, attrice e produttrice cinematografica statunitense (Sacramento, n. 1977)
- Jessica Clark, attrice britannica
- Jessica Collins, attrice statunitense (Schenectady, n. 1971)

## D(3)
- Jessica De Gouw, attrice australiana (Perth, n. 1988)
- Jessica DiCicco, attrice e doppiatrice statunitense (Los Angeles, n. 1980)
- Jessica Dublin, attrice statunitense (New York, n. 1918 - New York, † 2012)

## G(2)
- Jessica Ginkel, attrice tedesca (Berlino, n. 1980)
- Jessica Gunning, attrice britannica (Holmfirth, n. 1986)

## H(5)
- Jessica Harmon, attrice canadese (Barrie, n. 1985)
- Jessica Harper, attrice, scrittrice e cantante statunitense (Chicago, n. 1949)
- Jessica Heap, attrice statunitense (Baton Rouge, n. 1983)
- Jessica Hecht, attrice statunitense (Princeton, n. 1965)
- Jessica Henwick, attrice britannica (Surrey, n. 1992)

## I(1)
- Jessica Iskandar, attrice indonesiana (Giacarta, n. 1988)

## K(1)
- Jessica Keenan Wynn, attrice statunitense (Los Angeles, n. 1986)

## L(5)
- Jessica Lange, attrice e ex modella statunitense (Cloquet, n. 1949)
- Jessica Lowndes, attrice e cantautrice canadese (Vancouver, n. 1988)
- Jessica Lu, attrice e modella statunitense (Schaumburg, n. 1985)
- Jessica Lucas, attrice canadese (Vancouver, n. 1985)
- Jessica Raine, attrice britannica (Eardisley, n. 1982)

## M(5)
- Jessica Marais, attrice e modella sudafricana (Johannesburg, n. 1985)
- Jessica McNamee, attrice australiana (Sydney, n. 1986)
- Jessie Mei Li, attrice britannica (Brighton, n. 1995)
- Jessica Morris, attrice, sceneggiatrice e produttrice cinematografica statunitense (Jacksonville, n. 1979)
- Jessie Mueller, attrice e cantante statunitense (Evanston, n. 1983)

## N(1)
- Jessica Nelson, attrice statunitense

## O(1)
- Jessica Oyelowo, attrice britannica (Ipswich, n. 1978)

## P(4)
- Jessica Parker Kennedy, attrice canadese (Calgary, n. 1984)
- Jessica Paré, attrice canadese (Montréal, n. 1980)
- Jessica Pimentel, attrice e musicista statunitense (New York, n. 1982)
- Jessica Polsky, attrice, conduttrice televisiva e showgirl statunitense (Austin, n. 1978)

## R(3)
- Kelly Reilly, attrice britannica (Londra, n. 1977)
- Jessica Lee Rose, attrice statunitense (Salisbury, n. 1987)
- Jessica Rothe, attrice statunitense (Denver, n. 1987)

## S(7)
- Jessy Schram, attrice, modella e cantante statunitense (Skokie, n. 1986)
- Jessica Schwarz, attrice tedesca (Erbach, n. 1977)
- Jessica Steen, attrice canadese (Toronto, n. 1965)
- Jessica Stroup, attrice e modella statunitense (Anderson, n. 1986)
- Jessica Sula, attrice britannica (Swansea, n. 1994)
- Jessica Sutton, attrice sudafricana (Città del Capo, n. 1993)
- Jessica Szohr, attrice e ex modella statunitense (Menomonee Falls, n. 1985)

## T(1)
- Jessica Tuck, attrice statunitense (New York City, n. 1963)

## W(4)
- Jessica Walter, attrice e doppiatrice statunitense (New York, n. 1941 - New York, † 2021)
- Jess Weixler, attrice statunitense (Louisville, n. 1981)
- Jessica Williams, attrice e comica statunitense (Los Angeles, n. 1989)
- J. Madison Wright, attrice e insegnante statunitense (Cincinnati, n. 1984 - Lexington, † 2006)